# Juan Jácome y Pareja
Juan Jácome y Pareja (San Fernando, (Cadis), 20 de desembre de 1840 - 9 d'octubre de 1924) fou un aristòcrata, militar i polític espanyol.
Era fill de Angel Jácome y Manuel de Villena, a qui succeí com a IV Marquès del Real Tesoro en 1897. Vicealmirall de la Real Armada i Ministre de Marina (1907). També ha estat cavaller de l'Orde de Calatrava, cavaller de la Real Maestranza de Sevilla i Gentilhome de cambra amb exercici.
Va ser comandant del creuer Alfonso XII i comandant de Marina de Sevilla. Com a ministre de Marina va formar part del gabinet liberal d'Antonio Aguilar y Correa marquès de la Vega de Armijo.